# World Prison Brief
World Prison Brief è un database, disponibile gratuitamente e liberamente online, che fornisce accesso alle informazioni di tutti i sistemi carcerari nel mondo.

## Descrizione
Lanciato nel 2000 dal professor Roy Walmsley, sulla base dei dati raccolti dall'International Centre for Prison Studies (ICPS), lanciato nel 1997 da Jack Straw, e poi fusosi nel 2014 nell'Institute For Crime & Justice Policy Research (ICPR) del Birkbeck College dell'Università di Londra, che mantiene il progetto dal 2010.

### Attività
Il progetto di ricerca pubblica i dati relativi ai sistemi carcerari nel mondo in varie forme:
- World Prison Population List[3] / World Female Imprisonment List - Pubblicazioni a cadenza poliennale riguardanti i dati in generale di tutti i sistemi carcerari mondiali;
- Highest to Lowest[4] - sistema interattivo nel sito per visualizzare in maniera semplice i dati del database, permettendo di fare comparazioni di vari dati tra tutte le nazioni (Popolazione carceraria totale, tasso di carcerazione sulla popolazione, carcerati in attesa di giudizio, carcerati donne e stranieri, livelli di occupazione)

#### Statistiche per l'Italia
Queste sono le statistiche per l'Italia (indicati anche le posizioni nella graduatoria mondiale, ordinata ogni volta partendo dal dato migliore):
- Popolazione carceraria totale = 56.196 / 37º posto (non si contano i detenuti nelle celle delle stazioni di polizia e dei carabinieri)
- Tasso di carcerati sulla popolazione = 96 per 100.000 / 68º posto (classifica ordinata)
- Detenuti in attesa di giudizio = 27,8 % / 122º posto
- Detenute femmine su detenuti totali = 4,2% / 116º posto
- Detenuti stranieri su detenuti totali = 31,5% / 25º posto
- Livello di occupazione delle carceri = 109,5% / 103º posto

## Membri del progetto
- Andrew Coyle (founding director presso l'ICPS dal 1997 al 2005)
- Jessica Jacobson (Direttrice attuale)[5]
- Vivien Stern (Senior research fellow del centro)[6]
- Helen Fair (collaboratrice)[7]
- Roy Walmsley (fondatore del progetto e collaboratore)